# Coptotriche angusticollella
Espèce
Synonymes
- Elachista angusticollella
- Emmetia angusticollella
- Tischeria angusticollella

Coptotriche angusticollella est une espèce de lépidoptères (papillons) de la famille des Tischeriidae.
On la trouve dans la plupart des pays d'Europe dont la France.

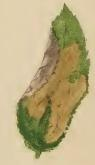
Foliole de rosier minée par une larve

La larve mineuse se nourrit de feuilles du genre Rosa.